# Ciao Plastique
 (avril 2020).

Ciao plastique est une série documentaire canadienne de trois épisodes de 48 minutes produite par Machine Gum et diffusée sur les ondes de ICI Explora,, une chaîne du groupe médias CBC / Radio Canada, à partir du 1er mai 2020,,,.

## Épisodes
Chaque épisode met en avant les différentes situations dans lesquelles l'utilisation du plastique est omniprésente et comment la famille va trouver des alternatives.